# Lepidanthrax linguata
Lepidanthrax linguata är en tvåvingeart som beskrevs av Roberts 1928. Lepidanthrax linguata ingår i släktet Lepidanthrax och familjen svävflugor. Inga underarter finns listade i Catalogue of Life.